# Parque Nacional de Kalevalsky
O Parque Nacional de Kalevalsky (em russo:  Калевальский) abrange uma das últimas antigas florestas de pinheiros boreais na Europa. Ele está situado na fronteira entre a Rússia e a Finlândia em cerca do ponto médio do sul para o norte. O parque está localizado na República da Carélia, 30km ao norte da cidade de Kostomuksha. O Kalevala, um poema épico do folclore oral finlandês e careliano, foi extraído desta região. Os povos tradicionais da área incluem o lapões e os carélios.

## Topografia
O território do parque fica no sudeste do Escudo Báltico, que contém as rochas mais antigas da Europa (3 bilhões de anos de granitos cristalinos pré-cambrianos, gnaisses e similares), coberto por uma camada muito jovem (20-30 metros) de depósitos glaciais. Durante a recente glaciação do Pleistoceno, pesadas manchas de gelo continental esfregaram e deprimiram a região, deixando como se tivessem derretido uma paisagem plana de lagos e rios. A porção ocidental do parque é na maior parte a floresta lisa (e geralmente alagada), quando a seção oriental possui mais montes e cumes; A altitude no parque varia entre 105 metros e 278 metros. Devido ao valioso perfil mineral, a mineração é a principal indústria na área, com a exploração madeireira também importante.
O parque registra 250 riachos e 400 lagos. Apenas cerca de 100 lagos têm uma área superior a 10 hectares. A cobertura do parque é de 85% de floresta, 9% de pântano e 6% de lagos e rios. Os sistemas de zonas úmidas são complexos, e a turfa está subjacente a grande parte do território, em algumas partes atingindo uma profundidade em alguns pântanos de 6 metros. A floresta é maioritariamente de pinhos, com cerca de 10% de abetos e alguns pequenos povoamentos de vidoeiro e álamo tremedor nos sítios de antigas fazendas.

## Clima
O clima na floresta de Kalevalsky é subárctico (classificação climática de Köppen-Geiger), caracterizada por invernos longos e frios, e curtos os invernos frescos a brandos. O número de dias com cobertura de neve é de 170-180; O número de dias sem geada é de 80-95 dias.

## Ecorregião
A ecorregião terrestre de Kalevansky é a taiga escandinava e russa (WWF ID#608), uma região caracterizada por florestas de coníferas de taiga. A ecorregião de água doce é classificada como "Drenagem do Mar Barentos" (FEOW ID#407), caracterizada por espécies migratórias, baixos níveis de endemismo e elevado número de espécies introduzidas pelo homem. A FEOW observa que "a fauna piscícola é formada por imigrantes de origem atlântica e siberiana com apenas um conjunto fraco de espécies europeias de água doce primária, sendo assim uma característica "mista" da fauna piscícola.